# AKB48のコンサート一覧
AKB48のコンサート一覧（エーケービーフォーティーエイトのコンサートいちらん）は、AKB48あるいはAKB48グループが主催するコンサート、および客演も含むライブイベントに関する一覧記事である。

## 主催コンサート

### 2006年
- AKB48 ファーストコンサート「会いたかった 〜柱はないぜ!〜」（11月3日・4日、日本青年館） - チームA・K
- AKB48 1st ANNIVERSARY LIVE 〜勢ぞろいだぜ!『A』『K』『B』!〜（12月9日、秋葉原UDX）

### 2007年
- AKB48 春のちょっとだけ全国ツアー 〜まだまだだぜAKB48!〜（3月10日 - 4月1日、東京厚生年金会館・愛知厚生年金会館・福岡国際会議場・NHK大阪ホール、4都市全6公演: 愛知・福岡のみ1公演） - チームA・K・B[注釈 1]
- AKB48 1,000人限定超特別公演（5月26日、新木場STUDIO COAST）[1]

### 2008年
- ライブDVDは出るだろうけど、やっぱり生に限るぜ! AKB48夏祭り（8月23日、日比谷野外大音楽堂） - AKB48・SKE48（お披露目）[2]
- AKB48 まさか、このコンサートの音源は流出しないよね?（11月23日、NHKホール） - AKB48・SKE48[3]
- 年忘れ感謝祭 シャッフルするぜ、AKB! SKEもよろしくね（12月20日、JCBホール） - AKB48[注釈 2]・SKE48[4]

### 2009年
- 「神公演予定」*諸般の事情により、神公演にならない場合もありますので、ご了承ください。（4月25日・26日、NHKホール） - AKB48[注釈 3]・SKE48[5]
- AKB48 分身の術ツアー（8月11日・12日・15日、なんばHatch・Zepp Nagoya・Zepp Fukuoka） - チームK・B・A・SKE48[6]
- AKB104選抜メンバー組閣祭り（8月22日・23日[注釈 4]、日本武道館） - AKB48[注釈 5]・SKE48・SDN48[7]
- AKB48 NY公演 supported by スカパー!HD（9月27日、ニューヨーク・ウェブスター・ホール（英語版））[注釈 6][8]

### 2010年
- AKB48 満席祭り希望 賛否両論（3月24日・25日、横浜アリーナ）[注釈 7] - AKB48・SKE48・SDN48[9]
- AKB48 コンサート「サプライズはありません」（7月10日・11日、代々木体育館）[注釈 8] - AKB48・SKE48・SDN48[10]
- AKB48 AKBがやって来た!!（8月17日 - 31日、アステールプラザ・なんばHatch・Zepp Fukuoka・Zepp Sendai・Zepp Sapporo・Zepp Nagoya）[注釈 9] - AKB48[11]
- AKB48 薬師寺奉納公演2010「夢の花びらたち」（9月26日、薬師寺） - AKB48[12]
- Visit Zooキャンペーン応援プロジェクト AKB48 東京 秋祭り supported by NTTぷらら（10月9日・10日、葛西臨海公園） - AKB48・SKE48・SDN48・NMB48（お披露目）[13][14]
- KYORAKU presents AKB48 SKE48 LIVE IN ASIA supported by スカパー!（11月16日、マカオ・Sands Theater） - AKB48[注釈 10]・SKE48[15][16]

### 2011年
- シンガポール定期公演（2011年5月15日 - 2012年1月28日、*SCAPE）- SKE48・NMB48・SDN48による公演も含めて毎月1回で2公演の開催[17][注釈 11]。
- 見逃した君たちへ〜AKB48グループ全公演〜（5月24日 - 6月12日、TOKYO DOME CITY HALL、6月9日を除く19日間全19公演） - AKB48・SKE48・SDN48・NMB48[18]
- AKB48 コンサート よっしゃぁ〜行くぞぉ〜! in 西武ドーム（7月22日 - 24日、西武ドーム） - AKB48・SKE48・SDN48・NMB48[19]
- AKBがいっぱい〜SUMMER TOUR 2011〜（8月1日 - 31日、13都市15日全26公演: 本州は1日2公演、他は1日1公演） - AKB48[20]

### 2012年
- AKB48ユニット祭り（1月23日、TOKYO DOME CITY HALL） - AKB48派生ユニットほか[21]
- 業務連絡。頼むぞ、片山部長! in さいたまスーパーアリーナ（3月23日 - 25日、さいたまスーパーアリーナ） - AKB48・SKE48・SDN48・NMB48・HKT48・JKT48[22]
- 野中美郷、動く。〜47都道府県で会いましょう〜（2012年4月6日 - 2013年4月3日、20都市全23公演: 福井県、石川県、静岡県は1日2公演、他は1日1公演） - AKB48[23]
- 「見逃した君たちへ2」〜AKB48グループ全公演〜（5月3日 - 24日、TOKYO DOME CITY HALL、22日間全22公演） - AKB48・SKE48・SDN48・NMB48・HKT48[24][25]
- AKB48 in TOKYO DOME 〜1830mの夢〜（8月24日 - 26日、東京ドーム）- AKB48[注釈 12]・SKE48・NMB48・HKT48・JKT48[28]

### 2013年
- AKB48ユニット祭り 2013（1月23日、TOKYO DOME CITY HALL） - AKB48派生ユニットほか[29]
- AKB48グループ臨時総会 〜白黒つけようじゃないか!〜（4月27日・28日[注釈 13]、日本武道館） - AKB48・SKE48・NMB48・HKT48・JKT48[注釈 14]
- 「思い出せる君たちへ」〜AKB48グループ全公演〜（5月2日 - 25日、TOKYO DOME CITY HALL、24日間全32公演: 土日祝日は一部を除き2回公演）[30][31]
- AKB48グループ研究生コンサート〜推しメン早い者勝ち〜（6月5日、日本武道館）- AKB48・SKE48・NMB48・HKT48（各グループ研究生103名）[32]
- AKB48スーパーフェスティバル 〜 日産スタジアム、小（ち）っちぇっ! 小（ち）っちゃくないし!! 〜（6月8日、日産スタジアム）[注釈 15][注釈 16]
- AKB48・2013真夏のドームツアー 〜まだまだ、やらなきゃいけないことがある〜（7月20日 - 8月25日、5都市全11公演: 福岡 ヤフオク!ドーム・札幌ドーム・京セラドーム大阪・ナゴヤドーム・東京ドーム）[注釈 17][34]

### 2014年
- AKB48ユニット祭り 2014（1月27日、TOKYO DOME CITY HALL） - AKB48派生ユニットほか[35]
- AKB48グループ 大組閣祭り 〜時代は変わる。 だけど、僕らは前しか向かねえ!〜（2月24日、Zepp DiverCity TOKYO） - AKB48・SKE48・NMB48・HKT48[36]
- AKB48単独&グループ 春コン in 国立競技場 〜思い出は全部ここに捨てていけ!〜（3月29日、旧国立競技場）[注釈 18] - AKB48[37][38]
- AKB48 37thシングル 選抜総選挙 夢の現在地〜ライバルはどこだ?〜 第1部・AKB48グループによるライブ（6月7日、味の素スタジアム） - AKB48・SKE48・NMB48・HKT48・JKT48・SNH48[39][40]
- 大島優子 卒業コンサート in 味の素スタジアム 〜6月8日の降水確率56%（5月16日現在）、てるてる坊主は本当に効果があるのか?〜 （6月8日、味の素スタジアム） - AKB48・SKE48・NMB48・HKT48[41]
- あなたがいてくれるから。〜残り27都道府県で会いましょう〜（6月22日 - 12月27日、27都市全40公演）[42][43]
- WONDA presents AKB48非売品ライブ（8月7日、幕張メッセ国際展示場）[44]
- AKB48グループ 東京ドームコンサート〜するなよ?するなよ?絶対卒業発表するなよ?〜（8月18日 - 20日、東京ドーム） - AKB48・SKE48・NMB48・HKT48[注釈 19][42][45][46]
- AKB48グループ 冬だ!ライブだ!ごった煮だ!〜遠征出来なかった君たちへ〜（11月22日 - 11月30日、12月2日・4日、 舞浜アンフィシアター、11日間全15公演）[47] - AKB48・SKE48・NMB48・HKT48

### 2015年
- AKB48 and JKT48 CONCERT TOGETHER 〜Holding hands together with the first sister〜 Presented by WAKUWAKU JAPAN 1st Anniversary（2月20日、インドネシア・ジャカルタ コタ・カサブランカ メインホール） - AKB48[注釈 20]・JKT48[48]
- AKB48ヤングメンバー全国ツアー〜未来は今から作られる〜（3月25日 - 5月16日、さいたまスーパーアリーナ・長崎ブリックホール・鹿児島市民文化ホール第一・岡山市民会館・茨城 結城市民文化センター大ホール）[49]
- AKB48春の単独コンサート〜ジキソー未だ修行中!〜（3月26日、さいたまスーパーアリーナ） - AKB48[50]
- AKB48 41stシングル 選抜総選挙〜順位予想不可能、大荒れの一夜〜 第1部・コンサート（6月6日、福岡 ヤフオク!ドーム） - AKB48・SKE48・NMB48・HKT48・NGT48・SNH48[51]
- AKB48 41stシングル 選抜総選挙・後夜祭〜あとのまつり〜（6月7日、福岡 ヤフオク!ドーム） - AKB48・SKE48・NMB48・HKT48・NGT48・SNH48[52]
- AKB48真夏の単独コンサート in さいたまスーパーアリーナ〜川栄さんのことが好きでした〜（8月1日・2日、さいたまスーパーアリーナ）[注釈 21] - AKB48[54]

### 2016年
- 高城亜樹・永尾まりや 卒業コンサート（1月21日、TOKYO DOME CITY HALL）[55]
- 祝 高橋みなみ卒業“148.5cmの見た夢”in 横浜スタジアム（横浜スタジアム）
  - AKB48 単独コンサート（3月26日）[56]
  - 第1回AKB48グループ 東西対抗歌合戦（3月27日） - AKB48・SKE48・NMB48・HKT48[57]
  - AKB48グループ 高橋みなみ卒業コンサート（3月27日） - AKB48・SKE48・NMB48・HKT48・NGT48[58]
- AKB48 45thシングル 選抜総選挙〜僕たちは誰について行けばいい?〜 AKB48グループコンサート（6月18日、新潟県立鳥屋野潟公園野球場〈HARD OFF ECOスタジアム新潟〉） - AKB48・SKE48・NMB48・HKT48・NGT48
- AKB48 シングル選抜総選挙 第一党感謝祭2016 〜1,039,172票の愛にありがとう!〜（8月7日、さいたまスーパーアリーナ） - AKB48[59]
- 8月8日はエイトの日 2016 夏だ!エイトだ!ピッと祭り（8月8日、豊洲PIT） - チーム8[60]
- AKB48グループ同時開催コンサートin横浜 - AKB48・SKE48・NMB48・HKT48・NGT48[61]
  - AKB48グループ同時開催コンサートin横浜〜今年はランクインできました祝賀会〜（9月15日、横浜アリーナ）[62]
  - AKB48グループ同時開催コンサートin横浜〜来年こそランクインするぞ決起集会〜（9月15日、神奈川県民ホール）[63]

### 2017年
- 新春!チーム8祭り（TOKYO DOME CITY HALL）
  - チーム8小栗有以ソロコンサート「新春!チーム8祭り〜小栗有以の乱〜」（1月14日） - 小栗有以+岡部麟・舞木香純・清水麻璃亜・髙橋彩音・吉川七瀬・小田えりな[64]
  - チーム8倉野尾成美ソロコンサート「新春!チーム8祭り〜倉野尾成美の乱〜」（1月14日） - 倉野尾成美+中野郁海・下尾みう[65]
  - チーム8坂口渚沙ソロコンサート「新春!チーム8祭り〜坂口渚沙の乱〜」（1月14日） - 坂口渚沙+横山結衣・谷川聖・佐藤朱・本田仁美・髙橋彩音・佐藤栞・長久玲奈[66]
  - チーム8EASTコンサート「新春!チーム8祭り〜東の陣〜」（1月15日） - チーム8 EAST[67]
  - チーム8WESTコンサート「新春!チーム8祭り〜西の陣〜」（1月15日） - チーム8 WEST[67]
  - チーム8全員コンサート「新春!チーム8祭り〜天下統一〜」（1月15日） - チーム8[67][68]
- AKB48 13期生公演 in TDC 〜今やるしかねぇんだよ!〜（1月16日、TOKYO DOME CITY HALL） - 13期生[69][70]
- AKB48 16期生コンサート 〜AKBの未来、いま動く!〜（1月18日、TOKYO DOME CITY HALL） - 16期生[71]
- こじまつり（国立代々木競技場第一体育館）[72]
  - こじまつり〜前夜祭〜（2月21日） - AKB48グループメンバー123名[73]
  - こじまつり〜小嶋陽菜感謝祭〜（2月22日） - AKB48グループメンバー124名[74]
- 8月8日はエイトの日 2017 今年は名古屋だ!センチュリー祭り（8月8日、名古屋国際会議場センチュリーホール） - チーム8[75]
- AKB48グループ感謝祭〜ランクインコンサート・ランク外コンサート〜（10月8日、幕張メッセ）[76]
  - AKB48グループ感謝祭〜ランクインコンサート〜（幕張メッセ 国際展示場4 - 5ホール） - 11時開演：選抜総選挙ランクイン（17位 - 80位）メンバー、15時開演：選抜総選挙ランクイン（1位 - 16位）メンバー
  - AKB48グループ感謝祭〜ランク外コンサート〜（幕張メッセ 国際展示場3ホール） - 選抜総選挙ランク外メンバー
- 渡辺麻友卒業コンサート〜みんなの夢が叶いますように〜（10月31日、さいたまスーパーアリーナ）[77]

### 2018年
- AKB48 チーム8選抜コンサート〜僕たちは熱狂する〜（1月13日、TOKYO DOME CITY HALL） - チーム8[78]
- 法定速度と優越感 フレッシュオールスターズコンサート〜ゼロポジションの未来〜（1月14日、TOKYO DOME CITY HALL） - U-17選抜[78]
- AKB48 16期生コンサート〜君の名前を知りたい〜（1月14日、TOKYO DOME CITY HALL） - 16期生[78]
- AKB48グループ 成人式コンサート〜大人になんかなるものか〜（1月14日、TOKYO DOME CITY HALL） - 1997年度生の日本国内AKB48グループメンバー[78]
- AKB48グループ 春のスーパーアリーナ祭 AKB48単独コンサート 〜ジャーバージャって何?〜（4月1日、さいたまスーパーアリーナ、昼夜2公演）[79][80][81]
- AKB48 53rdシングル 世界選抜総選挙 〜世界のセンターは誰だ?〜 AKB48グループコンサート（6月16日、ナゴヤドーム） - AKB48・SKE48・NMB48・HKT48・NGT48・STU48・BNK48・TPE48[82]
- AKB48グループ感謝祭
  - AKB48グループ感謝祭〜ランクインコンサート〜（8月1日・2日、横浜アリーナ） - 1日：世界選抜総選挙ランクイン（17位 - 100位）メンバー[83]、2日：世界選抜総選挙ランクイン（2位 - 16位）53rdシングル選抜メンバー[注釈 22]
  - AKB48グループ感謝祭〜ランク外コンサート〜（8月13日、市川市文化会館） - 世界選抜総選挙ランク外メンバー[85]
- 8月8日はエイトの日 夏だ!エイトだ!ピッと祭り 2018（8月8日、豊洲PIT） - チーム8[86]

### 2019年
- AKB48 チームA単独コンサート〜美しき者たち〜（1月12日、TOKYO DOME CITY HALL） - チームA[87][注釈 23]
- AKB48 チームK単独コンサート〜チームKのKってなんのK?〜（1月12日、TOKYO DOME CITY HALL） - チームK[89][注釈 24]
- AKB48研究生単独コンサート〜ゆくぞ！伸びしろ☆パラダイス〜（1月13日、TOKYO DOME CITY HALL） - 研究生+山根涼羽・長友彩海・矢作萌夏・大盛真歩・多田京加[90][注釈 25]
- AKB48 チームB単独コンサート〜女神は可愛いだけじゃない〜（1月13日、TOKYO DOME CITY HALL） - チームB[91][注釈 26]
- AKB48 チーム4単独コンサート〜友達ができた〜（1月13日、TOKYO DOME CITY HALL） - チーム4[92][注釈 27]
- 2019年チーム8開幕戦Cuties vs Foxies!（1月14日、TOKYO DOME CITY HALL） - チーム8[93]
  - AKB48 チーム8 Cutiesコンサート〜We are!! Cuties!〜
  - AKB48 チーム8 Foxiesコンサート〜The Only One!! Foxies!〜
  - AKB48 チーム8 Everybodyコンサート〜Come On!! Everybody！〜
- AKB48岡部麟ソロコンサート〜もしも〜し！りんりん推しでしょ！？〜（1月17日、TOKYO DOME CITY HALL） - 岡部麟+横山結衣・佐藤七海・吉川七瀬・小田えりな・佐藤栞・山田菜々美・中野郁海・人見古都音・下尾みう・行天優莉奈+小嶋陽菜[94][95]
- AKB48 Group Asia Festival 2019 in BANGKOK Presented by SHANDA GAMES（1月27日、タイ・バンコク インパクトアリーナ） - AKB48・JKT48・BNK48・MNL48・AKB48 Team SH・AKB48 Team TP・SGO48[96][97][98][99][注釈 28]
- チーム8結成5周年記念コンサート in 河口湖ステラシアター 富士山麓エイト祭り 2019（4月13日・14日、河口湖ステラシアター 大ホール） - チーム8
- AKB48グループ 春のLIVEフェス in 横浜スタジアム（4月27日、横浜スタジアム） - AKB48・SKE48・NMB48・HKT48・NGT48・STU48[101][102]
- AKB48全国ツアー2019〜楽しいばかりがAKB！〜（全国10会場、昼夜2公演）[103][104]
  - 7月7日[105]・7月20日・8月3日[106]：ツアー選抜[注釈 29]、NHK大阪ホール・仙台サンプラザホール・上野学園ホール
  - 8月17日[107]・8月20日[108]：チームA・チームK / チームB・チーム4、ウェスタ川越・カルッツかわさき
  - 8月31日[109]・9月4日：ツアー選抜[注釈 30]、福岡サンパレス ホテル&ホール・名古屋国際会議場センチュリーホール
  - 9月12日[110][111]・9月26日（追加公演）[112]・9月27日[113]：チームK・チームA / ツアー選抜 / チーム4・チームB、江戸川区総合文化センター・森のホール21（追加公演も開催）
  - 10月22日[114]：ツアー選抜[注釈 31]、苫小牧市民会館
  - 12月9日（追加公演）[115]・12月10日（追加公演）[116][117][118]：チーム4 / チームB・チームK・チームA、TOKYO DOME CITY HALL[113][119]
- AKB48 Group Asia Festival 2019 in SHANGHAI（8月24日、上海・国家会展中心（上海）虹館〈National Exhibition and Convention Center (Shanghai)〉） - AKB48・JKT48・BNK48・MNL48・AKB48 Team SH・AKB48 Team TP・SGO48[120][121][122]
- AKB48 in Taipei 2019 〜 Are You Ready For It?（10月19日、台湾・台北アリーナ）[注釈 32][123]

### 2020年
- AKB48単独コンサート〜15年目の挑戦者〜（1月21日、TOKYO DOME CITY HALL）[124][125]
- AKB48久保怜音ソロコンサート〜わたあめランドへようこそ〜（1月26日、TOKYO DOME CITY HALL）[126]
- 2020 AKB48新ユニット！新体感ライブ祭り♪（2月22日 - 2月25日、渋谷ストリームホール / 11月28日・29日、AKB48劇場）[127][128][129][130]
  - 2月22日： IxR[131]、2月23日：HUETONE、2月24日： Honey Harmony、TinTlip、2月25日：Melisma。
  - 11月28日：Lacet[132]、 11月29日：SENSUALITY、GRATS[132]

### 2021年
- 17LIVE presents AKB48 15th Anniversary LIVE 峯岸みなみ卒業コンサート〜桜の咲かない春はない〜（5月22日、ぴあアリーナMM）[133][134]
- 17LIVE presents AKB48 15th Anniversary LIVE AKB48単独コンサート〜好きならば好きだと言おう〜（5月23日、ぴあアリーナMM）[133][135][136]
- AKB48 Group Asia Festival 2021 ONLINE（6月27日、TOKYO DOME CITY HALLほか） - AKB48・JKT48・BNK48・MNL48・AKB48 Team SH・SGO48・AKB48 Team TP・CGM48[注釈 33][138][139]
- MX夏まつり AKB48 2021年 最後のサマーパーティー！（9月12日、日比谷野外音楽堂）[140][141]
- MXまつり「横山由依卒業コンサート〜深夜バスに乗って〜」supported by 17LIVE（11月27日、パシフィコ横浜国立大ホール）[142][143][144]

### 2022年
- 新春!エイトの日2022 横浜おしゃれ祭り Cutieパーティ（1月12日、パシフィコ横浜国立大ホール） - チーム8 [145][146]
- 新春!AKB48フレッシュコンサート2022〜冬もやっぱりAKB!〜（1月13日、パシフィコ横浜国立大ホール）[147][148]
- 新春!エイトの日2022 横浜おしゃれ祭り Foxyパーティ（1月13日、パシフィコ横浜国立大ホール） - チーム8 [145][146]
- 8月8日はエイトの日2022 ピューロランドの素敵な街へ〜AKB48チーム8 WEST〜（8月8日、サンリオピューロランド）[149][150]
- 8月8日はエイトの日2022 ピューロランドの素敵な街へ〜AKB48チーム8 EAST〜（8月8日、サンリオピューロランド）[149][150]
- MX祭り！AKB48 60th Single「久しぶりのリップグロス」発売記念コンサートin武道館2022〜リベンジ！新チームお披露目コンサート〜（10月7日、日本武道館）[151][152]
- MX祭り！AKB48 60th Single「久しぶりのリップグロス」発売記念コンサートin武道館2022〜僕はずっと忘れない〜（10月9日、日本武道館）[151][153]

### 2023年
- AKB48 Group CIRCLE JAM 2023（2月4日、タイ・バンコク セントラルワールド） - AKB48・BNK48・CGM48[154][155][156][157]
- 武藤十夢卒業コンサート〜やるだけやったから後悔なんかねぇ！〜（2月28日、TACHIKAWA STAGE GARDEN）[158][159]
- AKB48春コンサート2023inぴあアリーナMM[160]
  - 4月29日：AKB48 春コンサート2023〜好きだ!と叫ぼう〜[161]
  - 4月30日：AKB48チーム8 春の総決算祭り 9年間のキセキ 昼の部／夜の部 - チーム8[162][163]
- AKB48現チームファイナルコンサート2023 in KT Zepp Yokohama（8月4日 - 6日、KT Zepp Yokohama）[164]
  - 8月4日：これがチームAフェスティバル！ - チームA[165]
  - 8月5日（昼公演）：To Be Continued - チームK[166]
  - 8月5日（夜公演）：結局 誰もみんな チームB推し ですよね？ - チームB[166]
  - 8月6日：ラストも元気になるなる！笑顔になるなる！倉野尾なるなる！チーム4！ - チーム4[167]
- AKB48 17研究所！Presents 17期研究生 単独LIVE〜嬉しすぎて歯が抜けそうです！〜（8月6日、KT Zepp Yokohama） - 17期研究生[168]
- MXまつり AKB48 62ndシングル「アイドルなんかじゃなかったら」発売記念コンサート（10月20日 - 22日、日本武道館）[169]
  - 10月20日：〜古参も新規も大集合！なんでもありのAKBでっせスペシャル〜[169][170]
  - 10月22日：〜アイドルになってよかった〜[169][171]

### 2024年
- 本田仁美卒業コンサート〜夢と希望に満ちた道〜（1月26日、パシフィコ横浜国立大ホール）[172]
- AKB48春コンサート2024 in ぴあアリーナMM（3月16日・17日、ぴあアリーナMM）[173][174]
  - 3月16日：柏木由紀 卒業コンサート〜17年間、歩いて来たこの道〜supported by イモトのWiFi[175]
  - 3月17日：AKB48 春コンサート2024 in ぴあアリーナMM
    - （昼の部）〜未来が目にしみる〜[176][177][178]
    - （夜の部）〜涙はいつの日か〜[179][180]
- AKB48 17期生昇格記念LIVE！新メンバー挨拶まわり 〜私たち、AKB48です〜（7月21日 - 9月29日、SENDAI GIGS・GORILLA HALL OSAKA・ダイアモンドホール・福岡トヨタホールスカラエスパシオ・KT Zepp Yokohama、全国5都市全12公演） - 17期生・18期研究生・19期研究生[181][182][183]
- AKB48 Group Live in KL 2024 First Cry（8月18日、マレーシア・クアラルンプール Zepp Kuara Lumpur） AKB48・JKT48・STU48・KLP48・Quadlips[184][185]
- AKB48劇場工事中出張公演（9月2日 - 10月31日、かながわアートホール＜神奈川県＞など全国20道府県全20公演）[186][187][188]

### 2025年
- AKB48 20th Year「なんてったってAKB48」歌謡祭 in 品川ステラボール（2月6日 - 9日、品川ステラボール）[189][190]
- AKB48 20th Year 春コンサート2025（5月5日・6日、東京ガーデンシアター）
  - 5月5日：〜これからだ 未来作ろうじゃないか?〜supported by にしたんクリニック[191][192]
  - 5月6日：村山彩希卒業コンサート
    - （昼の部）〜劇場が教えてくれたもの〜[193]
    - （夜の部）〜りんごの花が咲く頃に〜[194]
- AKB48 18期生昇格記念LIVE！〜青い空には 雲はひとつもない〜（6月27日 - 29日、KT Zepp Yokohama） - 18期生・19期研究生・20期研究生[195][196]
- AKB48 20th Year Live Tour 2025 〜PARTYが始まるよ〜（8月16日 - 、刈谷市総合文化センターなど）[197]

### リクエストアワー
開催年の前年11月ごろまでに発表されたAKB48および系列全グループ・ユニットの楽曲（一部対象外の楽曲あり）を対象とした人気投票により、ランキング形式で発表するコンサートイベント。OGも出演することがある。2012年には乃木坂46も前座として出演した。
変遷
2008年の第1回より毎年1月に開催。2012年の第5回からは派生ユニットの楽曲は対象外となった。2013年の第6回までは、「リクエストアワーセットリストベスト100」として上位100曲を25曲ずつ4日間かけて発表していた。2014年の第7回は、上位200曲を対象としてまず1月に101位から200位までを25曲ずつ4日間かけて発表し、その後、4月に1位から100位までを1日で発表する「リクエストアワーセットリストベスト200」として行われた。2015年の第8回は、再び派生ユニットやソロの楽曲も対象となり、「リクエストアワーセットリストベスト1035」として投票の対象となる1,035曲全ての順位が発表された。2016年1月に、初めて「AKB48単独リクエストアワー」が開催された。2016年から2019年までは「リクエストアワーセットリストベスト100」として再び上位100曲までを発表した。2020年は「リクエストアワーセットリストベスト50」として上位50曲までを発表した。2022年はカップリング曲を対象とした「カップリングリクエストアワー セットリストベスト30」として上位30曲までを発表した。2023年は劇場公演曲を対象とした「劇場公演曲リクエストアワーセットリストベスト30」として上位30曲までを発表した。2021年・2024年は開催せず。
開催リスト
- AKB48 リクエストアワーセットリストベスト100 2008（2008年1月21日 - 24日、SHIBUYA-AX）
- AKB48 リクエストアワーセットリストベスト100 2009（2009年1月18日 - 21日、SHIBUYA-AX） - AKB48・SKE48
- AKB48 リクエストアワーセットリストベスト100 2010 with アメーバピグ（2010年1月21日 - 24日、SHIBUYA-AX） - AKB48・SKE48・SDN48
- AKB48 リクエストアワーセットリストベスト100 2011（2011年1月20日 - 23日、SHIBUYA-AX） - AKB48・SKE48・SDN48・NMB48
- AKB48 リクエストアワーセットリストベスト100 2012（2012年1月19日 - 22日、TOKYO DOME CITY HALL） - AKB48・SKE48・SDN48・NMB48・HKT48・JKT48[209][210]
- AKB48 リクエストアワーセットリストベスト100 2013（2013年1月24日 - 27日、TOKYO DOME CITY HALL） - AKB48・SKE48・NMB48・HKT48・SDN48
- AKB48 リクエストアワーセットリストベスト200 2014（2014年1月23日 - 26日、TOKYO DOME CITY HALL・4月6日、さいたまスーパーアリーナ） - AKB48・SKE48・NMB48・HKT48[199]
- AKB48 リクエストアワーセットリストベスト1035 2015（2015年1月21日 - 25日、TOKYO DOME CITY HALL） - AKB48・SKE48・NMB48・HKT48[200]
- AKB48単独リクエストアワー セットリストベスト100 2016（2016年1月16日 - 18日、TOKYO DOME CITY HALL）[211][212][213]
- AKB48グループリクエストアワー セットリストベスト100 2016（2016年1月22日 - 24日、TOKYO DOME CITY HALL） - AKB48・SKE48・NMB48・HKT48・NGT48[202][203][204]
- AKB48グループリクエストアワー セットリストベスト100 2017（2017年1月21日・1月22日、TOKYO DOME CITY HALL） - AKB48・SKE48・NMB48・HKT48・NGT48[214][215][216]
- AKB48グループリクエストアワー セットリストベスト100 2018（2018年1月19日・1月20日、TOKYO DOME CITY HALL） - AKB48・SKE48・NMB48・HKT48・NGT48・STU48[217]
- AKB48グループリクエストアワー セットリストベスト100 2019（2019年1月18日・1月19日、TOKYO DOME CITY HALL） - AKB48・SKE48・NMB48・HKT48・NGT48・STU48[218]
- AKB48グループリクエストアワー セットリストベスト50 2020（2020年1月19日・1月20日、TOKYO DOME CITY HALL） - AKB48・SKE48・NMB48・HKT48・NGT48・STU48[219][220]
- MX祭り！AKB48 60th Single「久しぶりのリップグロス」発売記念コンサートin武道館2022〜リベンジ！カップリングリクエストアワーベスト30〜 （2022年10月8日、日本武道館）- AKB48[151][207]
- MXまつり AKB48 62ndシングル「アイドルなんかじゃなかったら」発売記念コンサート〜劇場公演曲リクエストアワーセットリストベスト30〜（2023年10月21日、日本武道館）- AKB48[208]

1位の楽曲
- 2008年 - 「桜の花びらたち」
- 2009年 - 「初日」
- 2010年 - 「言い訳Maybe」
- 2011年・2012年 - 「ヘビーローテーション」
- 2013年 - 「走れ!ペンギン」
- 2014年 - 「清純フィロソフィー」
- 2015年 - 「鈴懸の木の道で「君の微笑みを夢に見る」と言ってしまったら僕たちの関係はどう変わってしまうのか、僕なりに何日か考えた上でのやや気恥ずかしい結論のようなもの」
- 2016年 - 「赤いピンヒールとプロフェッサー」（単独）、「奇跡は間に合わない」（グループ）
- 2017年 - 「Maxとき315号」[214][215][216]
- 2018年 - 「世界はどこまで青空なのか?」[217]
- 2019年 - 「47の素敵な街へ」[218]
- 2020年 - 「ロマンティック病」[220]
- 2022年 - 「呼び捨てファンタジー」[207]
- 2023年 - 「夜風の仕業」[208]

日本国内外の姉妹グループSKE48、NMB48、JKT48においても各グループの楽曲を対象とした同様のイベントを開催している。

### AKB48紅白対抗歌合戦
2011年より毎年12月にTOKYO DOME CITY HALLを会場として開催されていたが、2019年以降は開催されていない。
- AKB48紅白対抗歌合戦（2011年12月20日） - AKB48・SKE48・NMB48・HKT48・JKT48
- 第2回AKB48紅白対抗歌合戦（2012年12月17日） - AKB48・SKE48・NMB48・HKT48・JKT48
- 第3回AKB48紅白対抗歌合戦（2013年12月17日） - AKB48・SKE48・NMB48・HKT48[222]
- 第4回AKB48紅白対抗歌合戦（2014年12月16日） - AKB48・SKE48・NMB48・HKT48[223]
- 第5回AKB48紅白対抗歌合戦（2015年12月15日） - AKB48・SKE48・NMB48・HKT48・NGT48[224][225]
- 第6回AKB48紅白対抗歌合戦（2016年12月15日） - AKB48・SKE48・NMB48・HKT48・NGT48[226][227]
- 第7回AKB48紅白対抗歌合戦（2017年12月10日） - AKB48・SKE48・NMB48・HKT48・NGT48・STU48[228][229]
- 第8回AKB48紅白対抗歌合戦（2018年12月16日） - AKB48・SKE48・NMB48・HKT48・NGT48・STU48[230]

### TOYOTA presents AKB48チーム8 全国ツアー 〜47の素敵な街へ〜
トヨタ自動車のサポートを受けるAKB48チーム8が単独で行っていた全国ツアー。
2021年3月をもってトヨタ自動車のサポートが終了したため、2021年5月に行われた熊本県公演・茨城県公演のタイトルからは「TOYOTA presents」が取り除かれた。また、ツアー最終公演である神奈川県公演のタイトルは『17LIVE presents AKB48 15th Anniversary LIVE AKB48チーム8 全国ツアー 〜47の素敵な街へ〜ファイナル 神奈川県公演「真っ青な空を見上げて」』となっている。

## ライブイベント（客演を含む）

### 2007年
- GEISAI MUSEUM #2（5月11日、東京ビッグサイト）
- KBC水と緑のキャンペーン2007 AKB48 LIVE（8月4日、キャナルシティ博多 サンプラザステージ）[注釈 40]
- メ〜テレライブ BOMBER-E スペシャルライブ!（8月5日、新舞子シーサイドパーク）
- Zoom Super Stage vol.3（8月8日、汐留・日本テレビゼロスタ広場 ジャンボリーステージ）

### 2008年
- GO! GO! SHIODOME ジャンボリー AKB48 汐留夏ライブ「今回は0じ59ふんから始まりません」（汐留・日本テレビゼロスタ広場 ジャンボリーステージ）
  - 1st stage（8月6日） - チームB（浦野一美・菊地あやかを除く）・研究生（2名）
  - 2nd stage（8月16日） - チームA（小嶋陽・前田敦子・宮崎美穂を除く）
  - 3rd stage（8月29日） - チームK（増田有華を除く）・チームA（北原里英）
- キャラホビ2008 SUNSHINE SAKAE出展ブース「AKB48×SKE48」（8月30日・31日、幕張メッセ国際展示場）[注釈 41]
- GEISAI#11（9月14日、東京ビッグサイト） - チームK（秋元才加を除く）・瓜屋茜
- 第2回全日本アニソングランプリ決勝大会（9月21日、JCBホール）[注釈 42]
- 秋葉原エンタまつり「大声ダイヤモンド発売記念 AKB48 Special Live @ UDX」（10月25日、秋葉原UDX）[注釈 43]
- 浜松町/グリーン・サウンドフェスタ −浜祭−（11月2日・3日、東京タワー・ハマサイトグルメ）[注釈 44]
- 激爽! OWY THE CLIMAX DAY（12月14日、としまえん） - チームK

### 2009年
- Push★1（1月31日、品川プリンスホテルステラボール） - AKBアイドリング!!!・北原・高城・高橋み・中田ちさと・藤江れいな・峯岸みなみ・宮崎美・野中
- CBC GREEN LIVE（3月21日、CBCホール）[注釈 45]
- Japan Expo 2009（7月2日 - 5日、パリ）[注釈 46][246]
- GO! SHIODOME ジャンボリー ワッショイ!2009 AKB48 夏のBINGO!ライブ（8月25日、汐留・日本テレビ敷地内） - チームK
- サウンドコニファー229 AKB48 夏のサルオバサン祭り（9月13日、富士急ハイランド コニファーフォレスト）[247][248] - AKB48（佐藤夏希・小原春香・8期研究生不参加）・松井玲奈・松井珠理奈
- NEW YORK ANIME FESTIVAL（9月26日、ニューヨーク、ジェイコブ・ジャヴィッツ・コンベンション・センター）[注釈 47]
- 国際テレビ番組見本市「mipcom」オープニングパーティ（10月5日、カンヌ、パレ・デ・フェスティバル・エ・デ・コングレ）[246][249]
- 第125回明大祭（11月2日、明治大学和泉キャンパス）
- 読売ジャイアンツ・ファンフェスタ2009（11月23日、東京ドーム）[注釈 48]

### 2010年
- Livejack Special II Stories-Drama×Songs-（2月7日、大阪城ホール）[注釈 49]
- CBCラジオ GREEN LIVE（4月4日、名古屋港ガーデン埠頭 つどいの広場）[250]
- Anime Expo 2010（7月1日、ロサンゼルス、ノキア・シアター）[注釈 50]
- Asia Song Festival 2010（10月23日、韓国・ソウル）[注釈 51]
- Anime Festival Asia（11月12日、シンガポール・Suntec Convention & Exhibition Concert Hall 402）[注釈 52]
- Japan Pop-Culture Festival 2010（11月20日、モスクワ・35mm theater）[注釈 53]
- AKB48 in Singapore Meet The Fans Session（12月12日、シンガポール）

### 2011年
- Japan AID Benefit Concert（3月20日、グアム、ヒルトン・グアム・リゾート&スパ） - 岩佐美咲・鈴木まりや
- アノヒヲワスレナイ神戸2011!スペシャルコンサートvol.1（4月11日、ワールド記念ホール） - チームK + NMB48
- Love in Action Meeting (Live)（6月14日、日本武道館）[251]
- 上海ジャパンウィーク2011 （9月24日、上海外国語大学松江キャンパス大舞台）[注釈 54]
- 早稲田祭2011 記念会堂イベント『Age×AKB48 -夢は、待っている-』（11月5日、早稲田大学戸山キャンパス記念会堂） - チームB
- 美空ひばりメモリアルコンサート「だいじょうぶ、日本!」〜空から見守る 愛の歌〜（11月12日、東京ドーム）[注釈 55]

### 2012年
- 日本ポップカルチャーフェスティバル「J-POP コンサート」（2月25日、インドネシア・ジャカルタ バライ・カルティニ エクスポセンター） - AKB48[注釈 56]・JKT48
- Japan Pop Culture Concert 2012 in Washington D.C. 〜Celebrating 100th anniversary of Cherry Blossom with AKB48 （3月27日、ワシントン・Lincoln Theater）[注釈 57]
- 第11回CCTV MTV音楽盛典（2012年8月21日、北京・マスターカードセンター）[注釈 58][257]

### 2013年
- お台場合衆国2013 AKB48スペシャルライブ（お台場合衆国・合衆国 Open Summer スタジアム）
  - チームB（8月2日）[注釈 59]
  - チームA（8月12日）[注釈 60]
  - チームK（8月27日）[注釈 61]
  - 合衆国選抜メンバー（8月30日）[注釈 62]
- 美空ひばりエンターテインメント あなたのひばり!私のひばり!（8月6日、神奈川県民ホール）[注釈 63]
- 「a-nation island powered by ウイダーinゼリー」 IDOL NATION 2013（8月10日、国立代々木競技場第一体育館）[注釈 64]
- Halloween Party with AKB48（10月18日、東京ディズニーシー）

### 2014年
- AKB48 スペシャルライブ in みちのく合衆国（3月15日、リアスホール） - チームK[注釈 65]
- AKB48 Team 8 in UHB（6月14日 - 15日、UHB北海道文化放送 敷地内） - チーム8[注釈 66][258]
- 広島東洋カープ対北海道日本ハムファイターズ戦 / AKB48 Team 8 お披露目ライブ in 広島（6月21日・22日、マツダスタジアム / テレビ新広島 新館9階スタジオ） - チーム8[注釈 67][259]
- 第28回シーポートちゃたんカーニバル（7月5日・6日、北谷公園サンセットビーチ及び周辺） - チーム8[注釈 68][260]
- TBCテレビ55周年 震災復興支援イベント TBC夏まつり2014 絆みやぎ〜“KEEP ON!”〜（7月26日 - 27日、勾当台公園市民広場 WESTステージ） - チーム8[注釈 69][注釈 70]
- バイトル AKB48スペシャルライブ 〜バイトルの日 夏祭り〜（8月10日、幕張メッセ国際展示場） - AKB48・SKE48・NMB48・HKT48
- KOYABU SONIC 2014 FINAL（9月13日、インテックス大阪 5号館） - AKB48[注釈 71] + NMB48
- 氣志團万博2014〜房総大パニック!超激突!!〜（9月15日、袖ケ浦海浜公園） [注釈 72][262]
- J2第36節 水戸ホーリーホック vs カターレ富山戦 AKB48チーム8 スペシャルライブ（10月11日、ケーズデンキスタジアム水戸） - チーム8[注釈 73][263]
- 中越地震復興10周年記念事業 結びの灯 復興LIVE（10月23日、小千谷市総合体育館）[注釈 74]
- わんだほ感謝祭2014（10月25日、久屋大通公園 エンゼル広場） - チーム8[264]
- TOYOTA GAZOO Racing FESTIVAL 2014（11月23日、富士スピードウェイ） - チーム8[注釈 75][265]

### 2015年
- 春のPON!祭り（3月24日、汐留日テレタワー PON!スペシャルステージ） - チーム8[注釈 76][266]
- LIVE at 弘法大師御誕生所 総本山善通寺（3月31日、総本山善通寺 東院） [注釈 77][注釈 78]
- 第39回ひろしまフラワーフェスティバル2015 被爆70年企画「ピース・アクト・ヒロシマ音楽祭」（5月4日、平和記念公園 カーネーションステージ） - チーム8[注釈 79][268]
- JAPAN DAY@CENTRAL PARK（5月10日、ニューヨーク・セントラルパーク） [注釈 80][269][270]
- そらぷちキッズキャンプ支援 野外音楽フェスPOWER OF LIFE 〜魁〜（6月14日、滝川市丸加高原 特設ステージ） - チーム8[注釈 81][271]
- KING RECORDS presents AKB48 大阪キャンペーン 2015 フリーライブ&イベント powered by ネ申テレビ（6月20日、グランフロント大阪）[注釈 82]
- お台場夢大陸 〜ドリームメガナツマツリ〜 イメージキャラクター[272] ・AKB48グループ 真夏のハロウィンライブ[273]
  - お台場夢大陸選抜メンバー（7月18日）[注釈 83][274]
  - お台場夢大陸選抜メンバー（7月26日・28日）[注釈 84]
  - チーム8（8月12日 - 14日・21日）[注釈 85]
  - チームK（8月15日）[注釈 86]
  - チームA（8月16日）[注釈 87]
  - チームB（8月17日）[注釈 88]
  - チーム4（8月18日）[注釈 89]
  - お台場夢大陸選抜メンバー（8月30日）[注釈 90]
- AKB48 Team 8のキセキ 凱旋ミニライブ（7月20日・8月22日、MEGA WEB） - チーム8[注釈 91][271][275]
- 震災復興支援イベント TBC夏まつり2015　絆みやぎ〜イチについて。〜（7月25日 - 26日、勾当台公園市民広場） - チーム8東北エリアメンバー[注釈 92][276]
- バイトル×AKB48 スペシャルライブ2015（8月10日、幕張メッセ国際展示場） - AKB48・SKE48・NMB48・HKT48[277]
- 鳥取しゃんしゃん祭 鈴なるコンサート（8月15日、鳥取市民会館 大ホール） - チーム8[注釈 93][278]
- KING RECORDS presents AKB48 名古屋キャンペーン 2015 フリーライブ&イベント powered by ネ申テレビ（8月16日、久屋大通公園 光の広場）[注釈 94][279]
- CLUB CHIC 2015 summer 〜 Greatest 70's Disco Hits & Soul Classics 〜（8月28日、グランドハイアット東京 グランド ボールルーム） - [注釈 95][280][281]
- JAPAN EXPO THAILAND 2015（8月29日出演予定 - 延期、タイ・バンコク セントラルワールドプラザ）[282][283]
- イナズマロックフェス2015（9月20日、滋賀県草津市 烏丸半島芝生広場雷神ステージ）[注釈 96][284]
- あべのキューズモール ハロウィンイベント（10月4日、あべのキューズモール） - チーム8[注釈 97][285]
- 東京芸術大学「学長と語ろうこんさ〜と」（10月10日、東京芸術大学奏楽堂） - AKB48選抜メンバー16人が東京芸大ウィンドオーケストラと共演[286][287]
- ふたばワールド2015 in ならは（10月10日、楢葉町総合グラウンド） - チーム8[注釈 98][288]
- AKB48 in Puro Halloween（10月26日、サンリオピューロランド）[注釈 99][289][290]
- 日テレ HALLOWEEN LIVE 2015ハロウィン・ナイト総決算! 1万人のハロウィン・ナイトスペシャル!!（10月31日、日本武道館） - AKB48・HKT48 日テレハロウィン選抜メンバー [注釈 100][291][292][293]
- 2015 クールジャパン・フェスティバル（11月7日・8日、フィリピン・ケソン市 トライノーマ・モール） - チーム8[注釈 101][295][296][297]
- 常総市復興イベント「がんばっぺ常総！」（11月21日、石下総合運動公園）[注釈 102][298][299]
- TOYOTA GAZOO Racing FESTIVAL 2015（11月22日、富士スピードウェイ エンジョイパーク） - チーム8[注釈 103][300]
- 福島中央テレビ開局45周年記念イベント 中テレ祭り2015（12月13日、ビッグパレットふくしま） - チーム8[注釈 104][301]

### 2016年
- JAPAN EXPO THAILAND 2016（1月24日、タイ・バンコク セントラルワールドプラザ）[注釈 105][302][303]
- AKB48グループ「誰かのためにプロジェクト」被災地復興支援ライブ（3月6日、岩手県民会館）[304]
- ハピリンオープニングイベント 音楽フェスタ（5月7日、福井駅西口再開発ビル「ハピリン」） - チーム8[注釈 106][305]
- 第49回福山ばら祭2016 ローズコンサート（5月14日、ばら公園） - チーム8[注釈 107][306]
- AKB48グループ選抜“やり過ぎ！サマー LIVE”（6月2日、ユニバーサル・スタジオ・ジャパン グラマシーパーク特設会場）[注釈 108][307]
- AKB48グループ選抜「やり過ぎ!サマー」（7月21日 - 9月4日、ユニバーサル・スタジオ・ジャパン）
  - AKB48グループ選抜「やり過ぎ!サマーシアター」（ステージ14シアター） - AKB48・NMB48・HKT48・NGT48[307]
  - AKB48グループ選抜「やり過ぎ!サマーLIVE」（グラマシーパーク特設会場）[注釈 109]
- 東北放送 震災復興支援イベント TBC夏まつり2016〜GO FORWARD〜（7月31日、勾当台公園市民広場 メインステージ） - チーム8東北エリアメンバー[注釈 110][308]
- TOKYO IDOL FESTIVAL 2016（8月5日、お台場・青海周辺エリア[309]） - チーム8[310][311]
- バイトル×AKB48 スペシャルライブ2016（8月10日、幕張メッセ国際展示場1・2ホール） - AKB48・SKE48・HKT48[312][313]
- テレビ朝日・六本木ヒルズ 夏祭り SUMMER STATION「コカ･コーラ SUMMER STATION 音楽ライブ」（8月15日、六本木ヒルズアリーナ特設ステージ） - チーム8[314]
- 2016神宮外苑花火大会（8月20日、明治神宮野球場）[注釈 111][315][316]
- 開局35周年 KFBまつり（10月9日、郡山総合体育館） - チーム8[注釈 112][317]
- 希望郷いわて大会閉会式ファイナルコンサート（10月24日、北上総合運動公園陸上競技場）[318][319]
- TOYOTA GAZOO Racing FESTIVAL 2016（11月27日、富士スピードウェイ イベント広場） - チーム8[注釈 113][320]
- 60 Years of Philippines-Japan Friendship Celebration（12月4日、フィリピン・マニラ Market! Market! Shopping Mall Bonifacio Global City） - チーム8[注釈 114][321]
- 年轻的选择2016优酷盛典（12月21日、中国・北京） - チーム8[注釈 115][322]

### 2017年
- TOKYO IDOL PROJECT × @JAM ニューイヤープレミアムパーティー 2017（1月3日、お台場・青海周辺エリア・Zepp DiverCity TOKYO） - チーム8[323]
- JAPAN EXPO THAILAND 2017（2月12日、タイ・バンコク）[注釈 116][324]
- AKB48 8thアルバム発売記念 特別LIVEイベント（3月1日・2日、豊洲PIT）[325][326][327]
- 2017 m.c.A・T 祭『俺フェス』（3月10日、舞浜アンフィシアター） - 16期研究生[328]
- アイドルお宝くじパーティライヴ 春の神曲カヴァーしNIGHT（3月10日、EX THEATER ROPPONGI） - チーム8[329]
- 富士スピードウェイ開業50周年記念イベント FUJI WONDERLAND FES!（3月12日、富士スピードウェイ） - チーム8[注釈 117][330]
- とちぎテレビ主催 TOCHIGI TOYOTA Presents 恋とち AKB48チーム8 スペシャルイベント（3月19日、HEAVEN'S ROCK 宇都宮 VJ-2） - チーム8[注釈 118][331]
- 美空ひばり生誕80周年記念 だいじょうぶよ、日本! ふたたび 熊本地震・東日本大震災復興支援チャリティーコンサート（4月5日、東京ドーム） - AKB48グループメンバー32名[332]
- 神戸開港150年音楽祭〜歌え! 踊れ! 光り輝く未来あしたへ〜 前夜祭（5月20日、神戸メリケンパーク特設会場）[333][334]
- AKB48グループ選抜「限界突破」ライブ at UNIVERSAL STUDIOS JAPAN®（6月3日、ユニバーサル・スタジオ・ジャパン） - AKB48グループ選抜メンバー16名[335][336]
- Viral Fest Asia 2017（6月3日、タイ・バンコク SHOW DC） - チーム8[注釈 119][337]
- アイドル横丁夏まつり!!〜2017〜（7月9日、横浜赤レンガパーク） - チーム8[338]
- 情熱大陸ライブ2017（7月22日、万博記念公園もみじ川芝生広場）[339][340]
- AKB48グループ選抜「限界突破」プレミア・シアターライブ at UNIVERSAL STUDIOS JAPAN®（7月22日、ユニバーサル・スタジオ・ジャパン パンテージシアター） - AKB48グループ選抜メンバー16名[341]
- TBC開局65周年 震災復興支援イベント TBC夏まつり2017 絆みやぎ〜イチばん近くに〜（7月25日、勾当台公園市民広場） - チーム8東北エリアメンバー[注釈 120][342]
- スカパー! サマーフェス 2017 powered by FULL CHORUS（7月28日、日本武道館） - チーム8[343][344]
- テレビ朝日・六本木ヒルズ 夏祭り SUMMER STATION コカ・コーラ 「SUMMER STATION 音楽ライブ」（7月31日、六本木ヒルズアリーナ） - チーム8[345]
- TOKYO IDOL FESTIVAL 2017（お台場・青海周辺エリア）
  - 8月5日：16期研究生[346]
  - 8月6日：チーム8[347][348]
- お台場 BEYOND フェス produced by TOKYO GIRLS COLLECTION（8月24日、お台場みんなの夢大陸 スマイルランド HOT SUMMER スタジアム） - チーム8[349]
- MUSIC TRIBE 2017〜OKAYAMA MUSIC FES〜（8月26日、ジップアリーナ岡山）[350][351]
- @JAM EXPO 2017（8月27日、横浜アリーナ） - チーム8[352]
- KANSAI COLLECTION 2017 AUTUMN & WINTER LIVE ACT（8月30日、京セラドーム大阪）[353][注釈 121]
- MUSE9かよ！Vol.1（11月28日、duo MUSIC EXCHANGE） - チーム8[注釈 122][355]
- 2017 MAMA in Japan（11月29日、横浜アリーナ）[356]
- MNL48 グランド・レジストレーション&オーディション（12月2日・3日、フィリピン・マニラ ABS-CBN Broadcast Center） - チーム8[注釈 123][357]
- TOYOTA GAZOO Racing FESTIVAL 2017（12月10日、富士スピードウェイ イベント広場） - チーム8[注釈 124][358]
- 聖☆神スマス会2017〜クリスマスイヴイヴに歌天使が舞い降りる〜（12月23日、川崎市スポーツ・文化総合センター） - チーム8[注釈 125][359]
- AOSSA10周年 AKB48チーム8とクリスマススペシャルコラボステージ（12月24日、福井県県民ホール） - チーム8[注釈 126][360]

### 2018年
- TOKYO IDOL PROJECT × @JAM ニューイヤープレミアムパーティー 2018（1月3日、Zepp DiverCity TOKYO） - チーム8[注釈 127][361]
- JAPAN EXPO THAILAND 2018（1月28日、タイ・バンコク セントラルワールドプラザ）[注釈 128][362][363]
- ニッポン放送 presents バレンタインスペシャル企画「SWEET SWEET SWEET LIVE!!!」（2月11日、新宿文化センター） - チーム8[注釈 129][364]
- ふくしまFM HAPPY LOVE SMILEが吹く島キャンペーン AKB48 Team8ライブ 〜感謝感激桜咲け!!〜（2月12日、S-PAL福島 ネクストホール） - チーム8[注釈 130][365]
- 第2回まけんグミフェス（2月18日、新木場STUDIO COAST） - 16期生[366]
- ジャパン・ミャンマー・プエドー2018（2月24日、ミャンマー・ヤンゴン Thuwunna Bhumi Event Park） - AKB48 with BNK48[注釈 131][367]
- とちぎテレビ主催 トヨタレンタリース栃木 Presents 恋とち AKB48チーム8 スペシャルイベント2018（3月21日、日光街道ニコニコ本陣 多目的ホール） - チーム8[注釈 132][368]
- 中テレ祭り2018（3月24日、ビッグパレットふくしま） - チーム8[注釈 133][369]
- AKB48グループ選抜 スペシャルライブ in GUAM（4月21日、グアム・The Beach） - AKB48グループ選抜メンバー16名[注釈 134]
- IDOL CONTENT EXPO@イオンモール幕張新都心 supported by ダイキサウンド 〜帰ってきた、初夏の大無銭祭〜（5月20日、イオンモール幕張新都心） - チーム8[注釈 135][372][373]
- 文化放送Presents 青空Fes!（6月24日、日比谷野外大音楽堂） - チーム8[注釈 136][374]
- アイドル横丁夏まつり!!〜2018〜（7月7日、横浜赤レンガパーク） - チーム8[375][376]
- Anisong World Matsuri at Anime Expo 2018 - Japan Kawaii Live -（7月7日、アメリカ・ロサンゼルス Microsoft Theater） - チーム8[注釈 137][377]
- 福井しあわせ元気国体・福井しあわせ元気大会 〜みんなで一緒に楽しもう〜 AKB48チーム8応援 LIVE（7月15日、ハートピア春江） - チーム8[注釈 138][378]
- IDOL CONTENT EXPO @TSUTAYA O-EAST 〜夏休みだよ！アイドル大集合祭!!!〜（7月23日、TSUTAYA O-EAST） - チーム8[注釈 139][379]
- TOKYO IDOL FESTIVAL 2018（お台場・青海周辺エリア）[380][381][382]
  - 8月3日：TIF2018選抜[注釈 140]
  - 8月4日：チーム8[注釈 141]・フレッシュ選抜
- テレビ朝日・六本木ヒルズ 夏祭り SUMMER STATION 「コカ･コーラ SUMMER STATION 音楽ライブ」（8月17日、六本木ヒルズアリーナ） - チーム8[注釈 142][383]
- @JAM EXPO 2018（8月25日、横浜アリーナ） - AKB48[注釈 143][384]・チーム8[注釈 144][385]
- 日本インドネシア国交樹立60周年記念事業「音楽フェスティバル」（インドネシア・ジャカルタ Plaza Tenggara スナヤン南東広場）[386][387]
  - 9月8日：AKB48単独ライブ
  - 9月9日：AKB48・JKT48ジョイントライブ
- 山口ゆめ花博 ゆめ花スペシャルライブ AKB48 Team 8（9月24日、山口きらら博記念公園多目的ドーム） - チーム8[注釈 145][388]
- 〜ヤングチャンピオン創刊30周年記念〜 OISOアイドルビーチ2018（10月6日、大磯ロングビーチ）[注釈 146][389]
- アニ玉祭2018 スペシャルライブ（10月14日、大宮ソニックシティ 大ホール） - チーム8[注釈 147][390]
- 第3回 KFBまつり（10月14日、宝来屋 郡山総合体育館） - チーム8[注釈 148][391]
- AKIKO WADA 50th ANNIVERSARY「WADA fes.」〜断れなかった仲間達〜（10月18日、日本武道館） - AKO選抜[注釈 149][392]
- 天猫亚洲偶像嘉年华AIF2018（10月27日、中国・杭州市蕭山区銭江世紀公園）[注釈 150][394]
- AKB48アイアライブ2018（10月31日、AiiA 2.5 Theater Tokyo）
- 創立50周年 ネッツ滋賀 presents SHIGA IDOL COLLECTION 〜2018 Autumn〜（11月11日、野洲文化ホール 大ホール） - チーム8[注釈 151][395]
- 推しフェス〜ガールズレコメンドLIVE〜 Vol.1 Powered by UtaTen（11月18日、マイナビBLITZ赤坂） - チーム8[注釈 152][396]
- Akita Jam Festival 2018（12月2日、秋田県立体育館） - チーム8[注釈 153][397]
- MAYA International Music Festival 2018（12月9日、バンコク・OASIS ARENA, Show DC, Rama9）[注釈 154][398][399][400]

### 2019年
- TOKYO IDOL PROJECT × @JAM ニューイヤープレミアムパーティー2019（1月2日、Zepp DiverCity TOKYO） - チーム8[401]
- 第7回 台北國際動漫節（2019 TAIPEI INTERNATIONAL COMICS & ANIMATION FESTIVAL） / SAMURAI GIRLS FESTIVAL 2019 WINTER in TAIPEI（1月21日・22日、台湾・台北市 台北南港展覧館 / CLAPPER STUDIO） - チーム8[注釈 155][402][403]
- JAPAN EXPO THAILAND 2019（1月26日、タイ・バンコク セントラルワールドプラザ）[注釈 156][404]
- 台北ゲームショウ2019（1月27日、台北世界貿易中心）[注釈 157][405]
- 出張！六本木アイドルフェスティバル in 渋谷（2月17日、TSUTAYA O-EAST） - チーム8[406]
- 55thシングル「ジワるDAYS」発売記念イベント（3月13日、東京ドームシティ ラクーアガーデンステージ）[407]
- まけんグミフェス☆2019（3月21日、新木場STUDIO COAST） - ドラフト2期/3期生・16期生[408]
- Tokyo Street Collection（5月3日、パシフィコ横浜 展示ホール） - チーム8[注釈 158][409][410]
- 茨城総合物産音楽フェスティバル2019（5月25日、水戸市千波湖ふれあい広場） - チーム8[注釈 159][411]
- @JAM 2019 Day2 〜SUPER LIVE〜（5月26日、Zepp DiverCity TOKYO） - チーム8[412][413]
- 「梅雨を吹き飛ばせ」AKB48スペシャルイベント
  - 6月1日：セブンパーク アリオ柏 スマイル・パーク[注釈 160][414][415]
  - 6月9日：大宮ステラタウン 1Fメローペ広場[注釈 161][416]
- IDOL CONTENT EXPO @新木場STUDIO COAST 〜Summer Premium Live〜（6月15日、新木場STUDIO COAST） - 16期生[注釈 162][417]
- テレビ朝日・六本木ヒルズ夏祭り SUMMER STATION（7月13日 - 8月25日、六本木ヒルズ）[418]
  - 7月15日：AKB48
  - 7月21日：チーム8（2公演）[419]
- 今夜はアナタの富士急ハイランドフェス2019（7月21日、富士急ハイランド）[注釈 163][420]
- 六本木アイドルフェスティバル2019（7月26日、六本木ヒルズアリーナ） - AKB48チーム8 RIF選抜[注釈 164][421]
- JAPAN EXPO MALAYSIA 2019（7月27日、マレーシア・クアラルンプール パビリオンKL（英語版））[注釈 165][422]
- The Chaos!（7月27日、新木場STUDIO COAST）[注釈 166][423]
- TOKYO IDOL FESTIVAL 2019（お台場・青海周辺エリア）[424][425]
  - 8月2日：チーム8選抜[426]
  - 8月3日：2029ラジオ フレッシュ選抜[427]
  - 8月4日：TIF2019選抜[428]
- ガッツフレッシュライブ 咲け咲けうちらの笑顔の輪（8月12日、新宿ReNY） - チーム8[注釈 167][429]
- @JAM EXPO 2019（8月24日、横浜アリーナ） - フレッシュ選抜[430]・チーム8[431]
- まけんグミ presents 3じのおやつはマカロンがよき「よきフェス2019」（8月31日、山野ホール）[注釈 168][432]
- 56thシングル「サステナブル」発売記念イベント（9月21日、ダイバーシティ東京プラザ）[433]
- ASIAN IDOL MUSIC FEST 2019（9月21日、タイ・パタヤビーチ セントラル・フェスティバル前 特設ステージ） - チーム8[434]
- JASRAC創立80周年記念 こころの歌人たちスペシャル 歌よ未来へ（9月24日、NHKホール）[435]
- AICHI GIRL'S EXPO 2019（9月29日、Aichi Sky Expo 展示ホールA）- TOKONAME選抜[注釈 169][436]
- J-WAVE INNOVATION WORLD FESTA 2019 supported by CHINTAI（9月29日、六本木ヒルズ）[437][438]
- オープンスタジアム2019 音楽イベント「ハロウィンナイト」（10月5日、茨城県立カシマサッカースタジアム）[注釈 170][439]
- MANGA BARCELONA 25（10月31日 - 11月2日、スペイン・バルセロナ FIRA BARCELONA MONTJUÏC）[注釈 171][440]
- SHIGA IDOL COLLECTION〜2019 Autumn〜（11月10日、野洲文化ホール 大ホール） - チーム8[441]
- まけんグミフェス☆名古屋（12月14日、名古屋ReNY limited） - チーム8中部エリアメンバー[注釈 172][442]

### 2020年
- TOKYO IDOL PROJECT × @JAM ニューイヤープレミアムパーティー2020（1月2日、Zepp DiverCity TOKYO）
  - チーム8選抜[443]
  - AKB48フレッシュ選抜[444]
- JAPAN EXPO THAILAND 2020（2月2日、タイ・バンコク セントラルワールドプラザ）[注釈 173][445][446]
- ガールズ・グループの祭典 RAGAZZE！〜少女たちよ！〜（2月28日、NHKホール）[447][448]
- One Love Asia（5月27日、オンライン配信） - AKB48グループ[注釈 174]
- 六本木アイドルフェスティバル2020（8月10日、EX THEATER ROPPONGI） - チーム8 RIF選抜2020[450]
- ＠JAM ONLINE FESTIVAL 2020（8月29日、Zepp Tokyo） - AKB48、AKB48チーム8[451]
- TOKYO IDOL FESTIVAL オンライン 2020（10月2日 - 4日）
  - 10月3日：チーム8選抜[452]、HUETONE[453]
  - 10月4日：TIF選抜[454][455]
- 2020 ASIA SONG FESTIVAL（10月10日、韓国・慶州）- AKB48[456][注釈 175]
- NEXT IDOL GRANDPRIX 2020 supported by Beauty Park（12月29日、TACHIKAWA STAGE GARDEN）- チーム8[457][458]

### 2021年
- TOKYO IDOL PROJECT × @JAM ニューイヤープレミアムパーティー2021（1月2日・3日、Zepp DiverCity TOKYO）[459]
  - 1月2日：チーム8[460]
  - 1月3日：IxR[461]・TinTlip[462]
- NEXT VISION JAPAN 2021 XR LIVE（3月16日、日本科学未来館） - IxR[463]
- IDOL CONTENT EXPO @ 品川インターシティホール supported byダイキサウンド もう出来ないのか幕張。過去最大級SP!!!（5月1日 - 3日、品川インターシティホール）[464][465]
  - 5月1日：IxR
  - 5月2日：AKB48 16期生
  - 5月3日：AKB48 ドラフト3期生
- クロフェス2021（5月16日、新木場STUDIO COAST） - AKB48クロフェス2021選抜[注釈 176]
- @JAM 2021 Day2 〜SUPER LIVE〜（5月30日、Zepp DiverCity TOKYO） - チーム8[466]
- AKB48 THE AUDISHOW（6月10日 - 13日、TOKYO DOME CITY HALL）[467][468][469]
- IDOL CONTENT EXPO @大手町三井ホール Premium Live！！！（6月18日、大手町三井ホール） - ドラフト3期生[注釈 177][470]
- アイコレ！まけんグミフェス☆2021（6月20日、USEN STUDIO COAST） - AKB48 フレッシュ選抜 Team CUTE[注釈 178]・Team COOL[注釈 179]
- YATSUI FESTIVAL! 2021（6月20日、Shibuya O-EAST）- SENSUALITY[473]
- 超NATSUZOME2021（7月4日、幕張海浜公園Gブロック） - チーム8[474]
- 来年まで待てない! SEKIGAHARA IDOL WARS 2021 〜関ケ原唄姫合戦〜in 尾張（7月25日、愛知県国際展示場） - AKB48 SEKIGAHARA IDOL WARS 2021選抜[注釈 180]
- @JAM EXPO 2020-2021（横浜アリーナ）
  - 8月27日：AKB48選抜[475]
  - 8月28日：チーム8選抜[476][477]
- Remember Girl’s Power!! 2021（9月26日、東京建物 Brillia HALL） - チーム8[478][479][注釈 181]
- TOKYO IDOL FESTIVAL 2021（10月3日、お台場・青海周辺エリア） - AKB48若手選抜・チーム8選抜[480][481]
- アイコレFES☆PREMIUM（10月24日、品川グランドホール） - チーム8[注釈 182][482]
- 水戸ホーリーホック2021シーズン ホーム最終戦「2021MHH歌謡祭」（11月28日、ケーズデンキスタジアム水戸 場外イベント広場ステージ） - チーム8[注釈 183][483]
- Sanrio Virtual Fes in Sanrio Puroland（12月11日 - 12日、バーチャルサンリオピューロランド）[484][485]
- ちかっぱ祭2021（12月12日、マリンメッセ福岡 B館）[注釈 184][486]
- 1日遅れのXmasだよ!六本木アイドルフェスティバル（12月26日、EX THEATER ROPPONGI） - チーム8 RIF選抜[487]

### 2022年
- TOKYO IDOL PROJECT × @JAM ニューイヤープレミアムパーティー2022（1月2日・3日、お台場・青海周辺エリア）[488]
  - 1月2日：AK848フレッシュ選抜[489][490]
  - 1月3日：チーム8選抜[491][492]
- どっぼーん！1周年記念ライブ！（1月22日、J:COMホール八王子）[493]
- さくらシンデレラ主催イベントIDOL STAGE FES vol.1（3月1日、Spotify O-EAST） - チーム4[494]
- AKB48 LIVE SHOW〜AKBINGO! THE FINAL サヨナラ毛利さん〜（4月3日、ぴあアリーナMM）[495][496]
- HKT48 LIVE TOUR 2022 〜Under the Spotlight〜（4月10日、LINE CUBE SHIBUYA）[497] [注釈 185]
- 全国女性会 創立70周年記念コンサート（4月26日、LINE CUBE SHIBUYA） [498]
- クロフェス2022〜今年は野外フェスで盛り上がるしん!!〜（4月29日、海の森水上競技場）[499][500][501][注釈 186]
- マニー・パッキャオ チャリティマラソン（5月22日、CITY FOOTBALL STATION）[502][503][注釈 187]
- @JAM 2022 Day2〜SUPER LIVE〜（5月30日、Zepp DiverCity TOKYO）[504][注釈 188]
- AION CINDERELLA -DX-（6月1日、なかのZERO大ホール）[505][注釈 189]
- TIF ASIA TOUR 2022 in Spotify O-EAST（6月13日、Spotify O-EAST） - チーム8[注釈 190][506][507]
- 坊っちゃん劇場Presents AKB48 Team8 特別コンサート「全鉄大集合!」（6月25日・26日、坊っちゃん劇場） - チーム8[注釈 191][508][509]
- 超NATSUZOME2022（7月3日、幕張海浜公園Gブロック） - チーム8[注釈 192][510][511][512]
- さくらシンデレラ主催イベントIDOL STAGE FES vol.3（7月14日、なかのZERO大ホール） - チーム4[513]
- TBC開局70周年 震災復興支援イベント TBC夏まつり2022 meet again（7月24日、勾当台公園）[514][注釈 193]
- テレビ朝日・六本木ヒルズ SUMMER STATION 2022（コカ･コーラ SUMMER STATION LIVE アリーナ〈六本木ヒルズアリーナ〉）
  - 7月26日：AKB48[515][516]
  - 8月11日：チーム8[517]
  - 8月18日：17期研究生[518]
- COLORZ powered by SHEIN（7月28日、Zepp Haneda）[519][520][注釈 194]
- 六本木アイドルフェスティバル2022（7月29日、六本木ヒルズアリーナ） - チーム8 RIF選抜[522][523]
- TOKYO IDOL FESTIVAL 2022（8月7日、お台場・青海周辺エリア）[524]
  - AKB48選抜 - HOT STAGE：Zepp DiverCity (TOKYO) [525]
  - チーム8選抜 - SMILE GARDEN：フジテレビ湾岸スタジオ横 公園[526]
- dot yell fes SUMMER SP（8月16日、Spotify O-EAST） - チーム8[527]
- 「Tune」連動イベント IDOL SQUARE Summer Festival 2022 in日比谷野音 〜推しは推せる時に推せ〜（8月20日、日比谷野外大音楽堂） - チーム8[注釈 195][528][529]
- @JAM EXPO 2022（8月26日 - 28日、横浜アリーナ）
  - 8月26日（スペシャルデー）：AKB48・AKB48 17期研究生[530][531]
  - 8月28日：チーム8[532]
- Remember girls power2022（9月4日、池袋西口公園野外劇場グローバルリングシアター）[533]
- うるトラすフェスタ supported by Mori（9月26日、Zepp Haneda）[534]
- 旭川100フェスinスタルヒンスタジアム（10月15日：旭川駅前広場 サテライトステージ / 10月16日：スタルヒン球場 メインステージ） - チーム8[注釈 196][注釈 197][536]
- NMB48 12th Anniversary LIVE 〜This Is NMB48〜（10月15日、日比谷野外大音楽堂）[537][注釈 198]
- dot yell fes autumn SP（10月22日、ジャパンパビリオン ホールA 〈ところざわサクラタウン〉）[538]
- どっぼーん！2周年記念ライブ！（10月24日、TACHIKAWA STAGE GARDEN）[539][540]
- 渋谷ハロウィンフェス2022 〜ふるさと東京応援隊〜 TOKYO IDOL SHOW!!（10月26日、代々木公園 野外ステージ）[541]
- Fish-1グランプリ2022（11月27日、日比谷公園 にれの木広場）[542]
- JAPAN IDOL SUPER LIVE 2022 @豊洲PIT公演 秋の大祭典編（11月28日、豊洲PIT） - AKB48選抜・チーム8選抜[543][544]
- SHONAN IDOL最強フェス（12月12日、鎌倉芸術館 小ホール） - チーム8[545][546]
- SPARK 2022 in SHINAGAWA（12月27日、品川インターシティホール） - チーム8[547]
- ULTRA RIDOLフェス（12月29日、六本木ヒルズアリーナ）[548]

### 2023年
- TOKYO IDOL PROJECT × @JAM ニューイヤープレミアムパーティー2023（お台場・青海周辺エリア：Zepp DiverCity（TOKYO）・フジテレビ関連施設ほか）[549]
  - 1月2日：AKB48 フレッシュ選抜
  - 1月3日：チーム8選抜[注釈 199][550]
- Hello Music Festival サンリオキャラクターズ×48 GROUP inパルテノン多摩（1月6日、パルテノン多摩）- AKB48 17期研究生・AKB48 チーム8・SKE48・HKT48・STU48・STU48 瀬戸内PR部隊Season2[551]
- ニューイヤーだよ！六本木アイドルフェスティバル（1月7日、EXシアター六本木） - チーム8 RIF選抜[552][553]
- 中野サンプラザアイドル祭DX supported by コトネの日（1月27日、中野サンプラザ） - 17期研究生[554]
- 第1回がんばっぺ福島ライブ（1月28日、ベルサール虎ノ門） - チーム8[注釈 200][555][556]
- JAPAN EXPO THAILAND 2023（2月3日、タイ・バンコク セントラルワールド）[154][557]
- 坊っちゃん劇場Presents AKB48 Team8 特別コンサート「全鉄大集合!2」（2月25日・26日、坊っちゃん劇場） - チーム8[558]
- dot yell fes 2周年SP（3月1日、KT Zepp Yokohama） - チーム8[559]
- HAB presents mid-tv スペシャルライブ 〜かがやきショーケース〜（3月25日、本多の森北電ホール） - チーム8[注釈 201][560]
- 岡田奈々 Congratulation concert〜Thanks infinite〜（4月1日、神奈川県民ホール）- AKB48 [561]
- ぽぷフェス2023 Produce by Popteen（6月10日、豊洲PIT） - 18期研究生[562]
- TIF ASIA TOUR 2023 in  Tokyo【DAY2】（6月19日、Spotify O-EAST）[563]
- とちぎ韓流フェスティバル2023（6月24日、栃木県総合文化センター）[564]
- うるトラすフェスタ 2023〜夏スペシャル in 豊洲 PIT〜（7月14日、豊洲PIT） - 18期研究生[565]
- SPARK 2023 in Yamanakako（7月15日、山中湖交流プラザ きらら） - 研究生[566]
- IDOL SQUARE SummerFestival（7月17日、KT Zepp Yokohama）[注釈 202][567][568]
- miniちかっぱ祭ver.4.0（7月22日・23日、福岡トヨタホール スカラエスパシオ）[569]
- TOKYO IDOL FESTIVAL 2023（8月4日 - 6日、お台場・青海周辺エリア）
  - 8月4日：18期研究生[570]
  - 8月6日：AKB48選抜[571]
- お台場冒険王2023 SUMMER SPLASH! AKB48 SURREAL「お台場冒険王2023」&「バーチャル冒険王2023」スペシャルライブ（8月22日、お台場冒険王 SUMMER SPLASHスタジアム） - AKB48 SURREAL[572]
- @JAM EXPO 2023 supported by UP-T（8月26日、横浜アリーナ）[573][574]
- The MusiQuest（8月27日、幕張メッセ国際展示場）[575]
- CDTVライブ!ライブ!フェスティバル2023（9月16日、東京ガーデンシアター）[576]
- Fang Music Fes#02（9月18日、EXシアター六本木） - 17期・18期研究生[577]
- ARTISTS LEAGUE presents… MUSIC TRIBE（11月22日、TOKYO DOME CITY HALL）[578][579]
- 超 Idol Fes presented by RIZIN（12月21日、大宮ソニックシティ 大ホール）[580][581]

### 2024年
- 謹賀新年!アイドル初夢ライブ supported by @JAM（1月3日、Zepp DiverCity（TOKYO）） - AKB48研究生[582]
- BRミュージックフェス（1月20日、ボートレース下関）[583]
- AKB48のどっぼーん！ひとりじめ！3周年記念ライブ！（2月17日、KT Zepp Yokohama）[584]
- フクフェスVol.2（2月22日、EXシアター六本木） - AKB48研究生[585]
- SAKURA FESTIVAL 2024 Powered by NAKED, INC.（5月18日 - 19日、マレーシア・クアラルンプール ららぽーと ブキッ・ビンタン シティ センター）[586]
- クロフェス2024 〜5周年だよ！全員集合！だしん！〜（6月9日、海の森水上競技場）[587]
- 超アイドルまにあ!!!vol.1（7月31日、豊洲PIT）[588]
- TOKYO IDOL FESTIVAL 2024 supported by にしたんクリニック（8月4日、お台場・青海周辺エリア）[589][590]
- 2024 ENA K POP UP CHART SHOW IN JAPAN（8月6日、ぴあアリーナMM）[591]
- かがやきフェス2024（9月7日、本多の森北電ホール）[592]
- @JAM EXPO 2024（9月16日、横浜アリーナ）[593]
- KFBまつり2024（10月5日、ビッグパレットふくしま）[594][595]
- 2024 LVUP.ACG 動漫遊戲節LV.1（澳門站）（11月3日、マカオフィッシャーマンズワーフ特設会場） - 平田侑希・布袋百椛・迫由芽実[596]
- WONDERLIVET 2024（11月9日、韓国・KINTEX HALL）[597][598]
- Uta Ten presents SHIGA IDOL COLLECTION 2024（11月9日、野洲文化ホール 大ホール）[599]

### 2025年
- AKB48のどっぼーん！ひとりじめ！4周年記念ライブ！（2月20日、KT Zepp Yokohama）[600]
- どうしても福島が好きだ〜from Akihabara with love（3月9日、ベルサール秋葉原）[601]
- UP-T×AKB48 Group Special Live（4月30日、ヒューリックホール東京）[602]
- ISEGYE FESTIVAL 2025（5月17日、韓国・高尺スカイドーム）[603]
- TIF ASIA TOUR 2025 in Shanghai（6月14日・15日、バンダイナムコ上海文化センター · 夢想劇場）[604]
- 昭和100年シンフォニック歌謡祭（6月21日、すみだトリフォニーホール） - 大盛・倉野尾・田口[605]
- TOKYO IDOL FESTIVAL 2025 supported by にしたんクリニック（8月1日、お台場・青海周辺エリア）[606]